# Địa vật lý biển
Địa vật lý biển (Marine Geophysics) là một lĩnh vực của Địa vật lý, dùng tàu thuyền làm phương tiện để thực hiện các khảo sát địa vật lý trên vùng nước phủ như biển hoặc sông hồ, nhằm nghiên cứu thạch - thủy quyển trong khảo sát địa chất tổng quát, trong tìm kiếm dầu khí, khoáng sản, khảo sát địa chất công trình, địa chất môi trường,...
Đo đạc thực hiện theo hành trình hoặc tuyến đo. Số liệu địa vật lý cùng với số liệu định vị GPS được lưu trữ vào cơ sở dữ liệu. Sau đó số liệu được xử lý, phân tích, giải đoán để thu được các thông tin về môi trường thạch - thủy quyển.

## Các phương pháp Địa vật lý biển
Có sự lựa chọn phương pháp và cách thực hiện khác nhau tùy theo kiểu vùng nước: đại dương, biển khơi, thềm lục địa, biển ven bờ, sông hồ.
Tuy nhiên địa chấn phản xạ đa kênh tiến hành rất nhiều trên biển để thăm dò dầu khí, lại không được nhắc đến là "thành phần của Địa vật lý biển".

### Địa chấn phản xạ phân giải cao

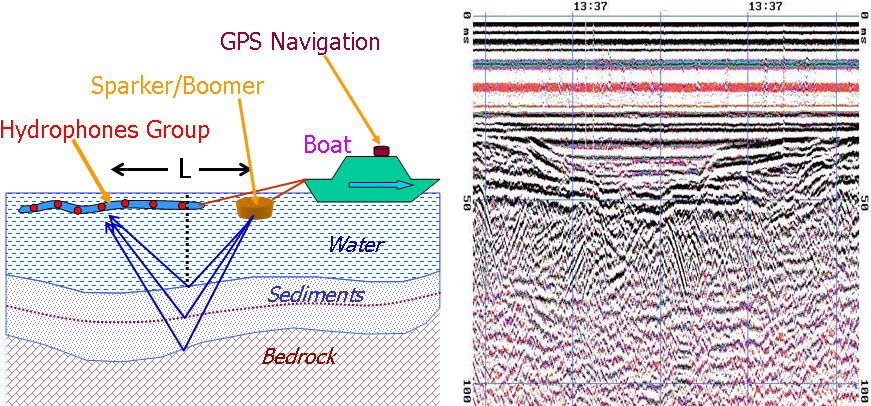
Đo địa chấn nông phân giải cao và đoạn băng ghi điển hình.

Địa chấn phản xạ phân giải cao (High Resolution Seismic): Dùng cho nghiên cứu trầm tích trẻ. Tại Việt Nam được gọi là Địa chấn nông phân giải cao. Độ sâu nghiên cứu tùy thuộc vào năng lượng của nguồn phát sóng (Seismic Source).
- Hệ thống sử dụng súng hơi (Air gun) với máy nén khí cỡ 100 mã lực, có thể đạt độ sâu khảo sát ngàn mét, thường là thành phần của khảo sát đại dương, địa chất biển khu vực và thềm lục địa có trầm tích dày.[2]
- Hệ thống sử dụng nguồn phóng điện (Sparker) 4KJ dùng trong khảo sát nông, tìm kiếm khoáng sản ở sông hồ, biển ven bờ và thềm lục địa.[3]

Trong hành trình máy đo có thể xuất dạng mặt cắt hồi âm để theo dõi, còn tài liệu chính thì lưu trữ vào cơ sở dữ liệu để sau này xử lý.

### Trường từ
Đo từ trường Trái Đất bằng máy đo từ proton hoặc máy đo từ lượng tử, loại dùng cho đo trên biển.
- Đo ven bờ và trên biển không quá sâu thì đầu thu được làm thành dạng con cá và kéo theo sau tàu vài trăm mét, có kèm các phao nhựa được chỉnh chọn cẩn thận để khi tàu chạy với tốc độ ấn định thì đầu thu nằm ờ độ sâu xác định, cỡ 15m.
- Trên vùng có độ sâu nước lớn như vùng ngoài thềm lục địa và đại dương, thì dùng đầu thu nước sâu (Deeptow) hoặc đầu thu kéo sát đáy (Submersible), để cho ra độ phân giải cần thiết.[4]
- Các khảo sát chi tiết/phân giải cao thì cần đến các giải pháp chuyên môn đặc biệt, ví dụ để dò tìm các cổ vật nằm ở đáy biển thì đo gradient đặt trên phao và dùng tàu có độ nhiễm từ thấp.[5]

### Trọng lực
Đo trường trọng lực bằng máy đo trọng lực (Gravimeter) loại dùng cho đo trên biển, với các dạng đo khác nhau:
- Đo trên boong tàu đang chạy, như máy ZLS.[6]
- Đo sát đáy kéo theo tàu để có độ chi tiết tốt hơn, như hệ thống Submersible Gravimeter dùng máy trọng lực Micro-g LaCoste S-174 [7][8] lắp trên hệ các đăng.[9]
- Đo điểm ở đáy biển bằng hệ thống điều khiển xa như Seafloor Gravimeter ROVDOG (Remotely Operated Vehicle deployed Deep Ocean Gravimeter)[10], đạt được độ chi tiết gần như đo trên mặt đất.

Lược đồ đo Side scan sonar. Bên dưới là băng ghi hiện ra các đối tượng có trong môi trường ở vị trí tương đối tương ứng

### Sonar quét sườn
Sonar quét sườn (Side Scan Sonar), còn gọi là Đo quét sườn: Là một loại sonar dùng hai kênh phát-thu siêu âm đặt bên sườn đầu đo dạng con cá (Towfish) kéo theo tàu ở gần sát đáy. Đầu đo có cánh định hướng để nó nằm ngang.
Kết quả phản xạ siêu âm sườn được ghi lên giấy ghi nhiệt, cho ra hai hình ảnh hồi âm sườn nhìn từ sát đáy của hành trình đo.

### Đo sâu hồi âm
Đo sâu hồi âm (Echo Sounding) là một loại sonar có công suất nhỏ, thực hiện ở vùng nước nông, đặt bên mạn tàu để đo độ sâu đáy nước.
Kết quả phản xạ siêu âm được ghi lên giấy ghi nhiệt, cho ra hình ảnh hồi âm đáy nước. Tại sông hồ có thể hiện ra các ranh giới trong trầm tích dạng bùn.

### Đo phổ gamma tự nhiên
Đo phổ phóng xạ gamma tự nhiên (γ) với các kênh Thori (Th), Urani (U) và Kali (K), thực hiện ở biển ven bờ. Đầu thu chuyên dụng được thả xuống đáy biển.